# Iwan Szuha
Iwan Semenowycz Szuha, ukr. Іван Семенович Шуга (ur. 7 lutego 1977 w Mukaczewie) – ukraiński piłkarz, grający na pozycji obrońcy lub pomocnika.

## Kariera piłkarska

### Kariera klubowa
W 1994 rozpoczął karierę piłkarską w klubie Skała Stryj. W następnym roku przeszedł do klubu Skify Lwów, ale początku 1996 powrócił do Skały Stryj. Kiedy latem 1996 klub został rozwiązany, wtedy został piłkarzem Hazowyka Komarno. W 2001 został zaproszony do Zirki Kirowohrad. W 2004 przeniósł się do Zorii Ługańsk. W 2005 zasilił skład Stali Ałczewsk, a latem 2007 podpisał kontrakt z Illicziwcem Mariupol. W 2008 powrócił do domu i bronił barw Zakarpattia Użhorod. Potem występował w amatorskich zespołach, m.in. Hałyczyna Lwów, Karjer Torczynowice i Ruch Winniki.

## Sukcesy i odznaczenia

### Sukcesy klubowe
- mistrz Pierwszej Ligi: 2002/2003